# Pęczniew (gmina)

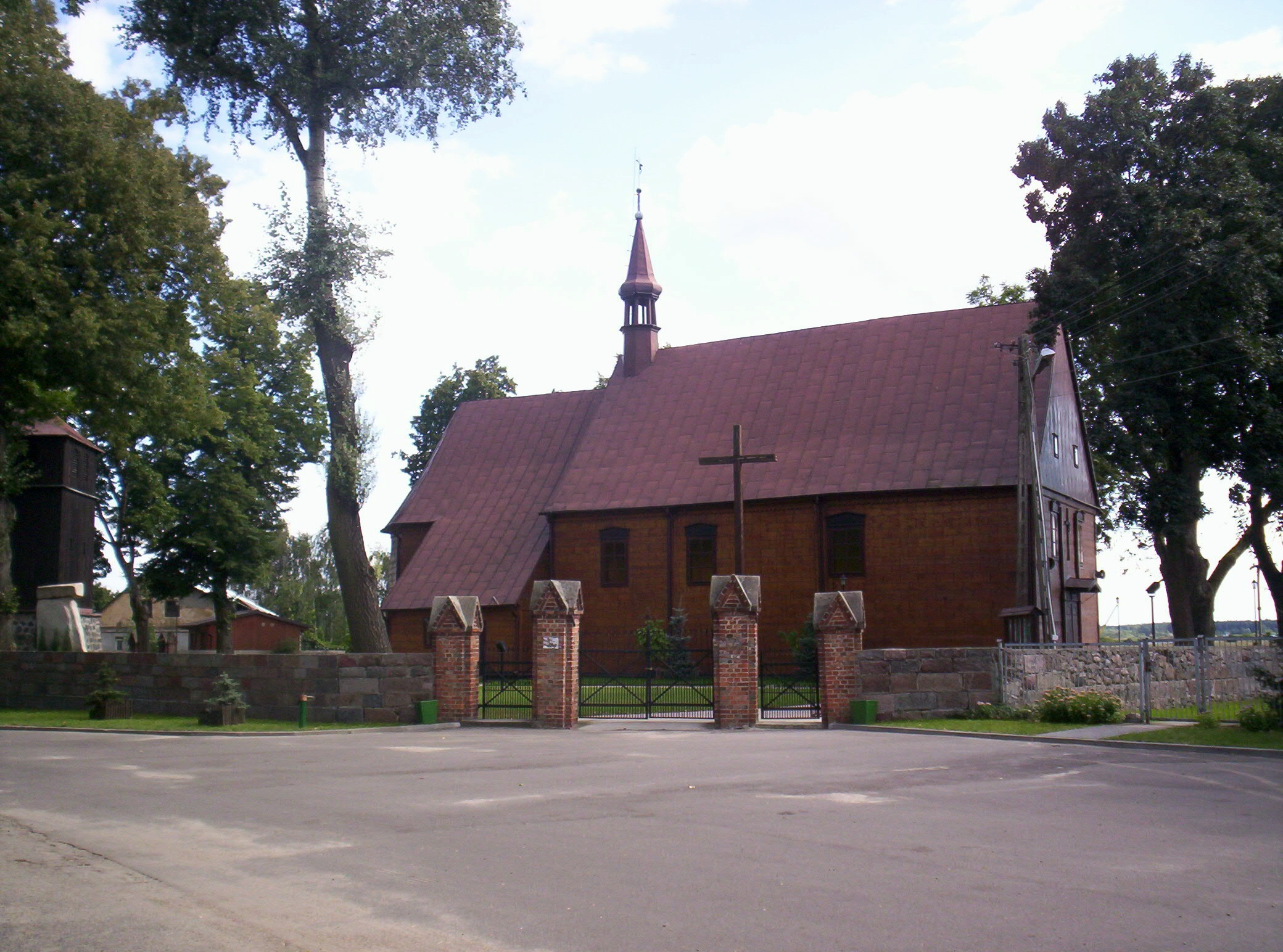
Kościół św. Katarzyny w Pęczniewie

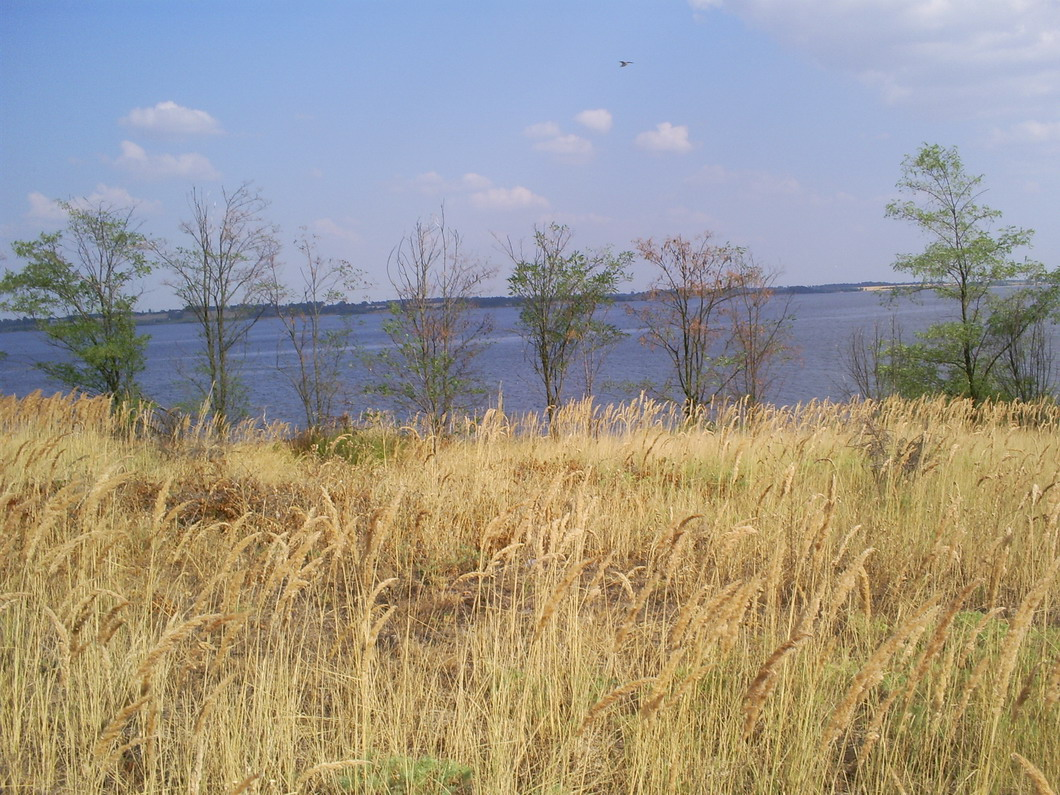
Zalew Jeziorsko

Pęczniew – gmina wiejska w województwie łódzkim, w powiecie poddębickim. W latach 1975–1998 gmina położona była w województwie sieradzkim.
Siedziba gminy to Pęczniew.
Według danych z 30 czerwca 2004 gminę zamieszkiwały 3733 osoby.

## Struktura powierzchni
Według danych z roku 2002 gmina Pęczniew ma obszar 128,38 km², w tym:
- użytki rolne: 61%
- użytki leśne: 11%

Gmina stanowi 14,57% powierzchni powiatu.

## Rezerwaty przyrody
Na terenie gminy częściowo znajduje się rezerwat przyrody Jeziorsko chroniący ostoję ptactwa wodno-błotnego, w tym licznie występujące gatunki rzadkie i chronione.

## Sołectwa
Borki Drużbińskie, Brodnia, Brodnia-Kolonia, Brzeg, Drużbin, Dybów, Ferdynandów, Jadwichna, Kraczynki, Księże Młyny, Księża Wólka, Lubola, Osowiec, Pęczniew, Popów, Przywidz, Rudniki, Siedlątków, Wola Pomianowa, Zagórki.

## Miejscowości bez statusu sołectwa
Dąbrowa Lubolska, Łębno, Łęg Popowski, Łyszkowice, Nerki, Popów-Kolonia, Stara Dąbrowa, Suchorzyn, Wylazłów.

## Demografia

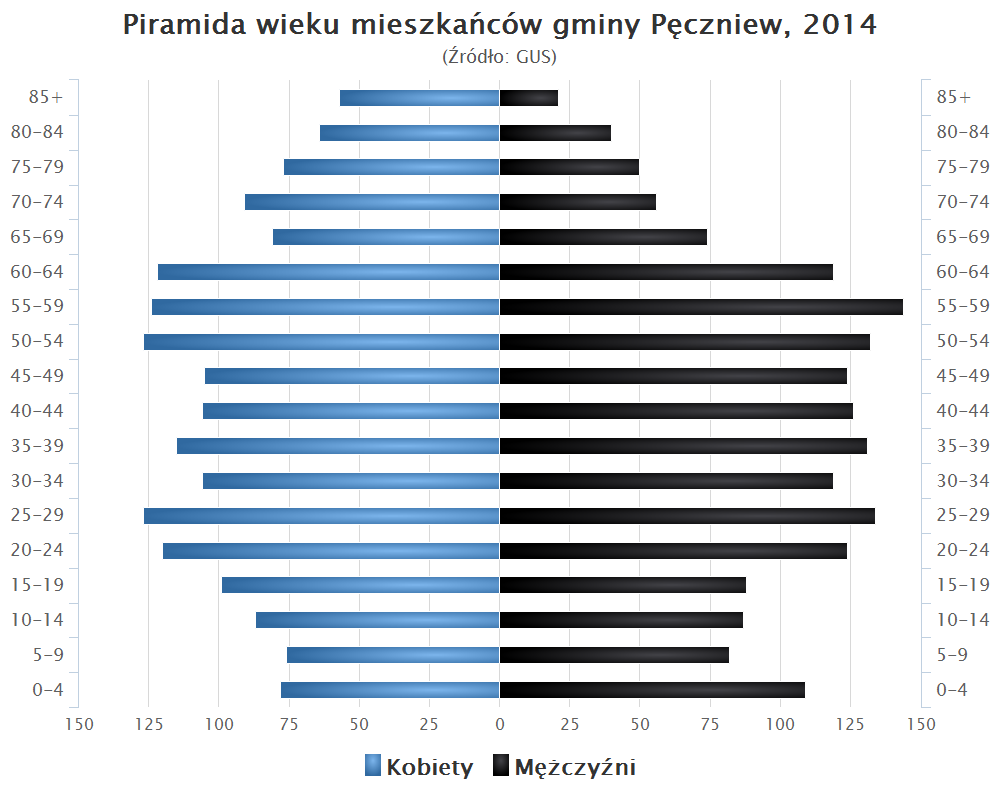
Piramida wieku mieszkańców gminy Pęczniew w 2014 roku

Dane z 30 czerwca 2004:
| Opis                              | Ogółem | Ogółem | Kobiety | Kobiety | Mężczyźni | Mężczyźni |
| --------------------------------- | ------ | ------ | ------- | ------- | --------- | --------- |
| jednostka                         | osób   | %      | osób    | %       | osób      | %         |
| populacja                         | 3733   | 100    | 1908    | 51,1    | 1825      | 48,9      |
| gęstość zaludnienia (mieszk./km²) | 29,1   | 29,1   | 14,9    | 14,9    | 14,2      | 14,2      |

## Sąsiednie gminy
Dobra, Poddębice, Warta, Zadzim